# Michael Finkelberg
Michael Finkelberg (Moscou, 1 de julho de 1967) é um matemático russo, professor da National Research University – Higher School of Economics.
Foi palestrante convidado do Congresso Internacional de Matemáticos no Rio de Janeiro (2018: Double Grassmannians and Coulomb branches of 3d 𝒩=4 quiver gauge theories).